# Getto w Kole
Getto w Kole – getto żydowskie utworzone podczas II wojny światowej przez okupantów na terenie miasta Koła.

## Historia

### Powstanie getta
Koło zostało zajęte przez Niemców podczas kampanii wrześniowej, 18 września 1939 roku.  Dwa dni później podpalona została kolska synagoga. W listopadzie tego samego roku w mieście powołano 11–osobowy Judenrat, na którego czele stanął Pinchas Brenner. W tym samym miesiącu rozpoczęto wysiedlanie kolskich Żydów, ponad 1300 Żydów zgromadzono wówczas w synagodze mniejszej i budynku Judenratu, z których 1139 zostało na początku grudnia wywiezionych do obozu w Izbicy, skąd trafili następnie do obozów w Sobiborze i Bełżcu. W pierwszych dniach października 1940 roku 150 rodzin żydowskich wysiedlono do getta wiejskiego w Nowinach Brdowskich.
Oficjalnie getto w Kole powstało w grudniu 1940 roku na terenie Starego Miasta. Powstało ono na terenach położonych na zachód od ulicy Rzeźniczej, w okolicy Starego Rynku. Getto otoczone zostało płotem, a wszystkie przejścia i okna w budynkach znajdujących się na granicy getta zamurowano. Mimo zamknięcia więźniowie getta prowadzili handel z okolicznymi wsiami. W getcie panowały ciężkie warunki, wielu więźniów umierało z powodu chorób. Pod koniec 1940 roku w Kole mieszkało około 3 tysiące Żydów. W getcie powstał liczący 15 osób oddział Służby Porządkowej.
Przy kolskim Judenracie powstał wydział pracy odpowiedzialny za dostarczanie okupantom Żydów wysyłanych następnie do pracy przymusowej, wydziałem kierowali Wron, Neuman, Borkowski, Borensztajn, Lissek i Frenkiel. W czerwcu 1941 roku Żydów z kolskiego zaczęto getta wywozić do obozów pracy, m.in. we Wrocławiu, Poznaniu i Inowrocławiu. Do obozu w okolicach Wrocławia trafiło 100 żydowskich dziewcząt z Koła. Selekcji dokonywali doktor Franz Sieburg z poznańskiego wydziału zdrowia oraz inżynier Fritz Neumann.
W czerwcu 1941 roku dwóch lekarzy z kolskiego getta wysłano do getta w Gostyninie, gdzie wykryto przypadki tyfusu.

### Likwidacja getta
W grudniu 1941 roku w Kole mieszkało około 2 tysiące Żydów. 5 grudnia getto zostało otoczone przez funkcjonariuszy Narodowosocjalistycznego Korpusu Motorowego
W dniach 8–11 (lub 7–11/12) grudnia przeprowadzono akcję wywózki Żydów z kolskiego getta do pobliskiego obozu zagłady w Chełmnie nad Nerem.
Więźniowie getta zgromadzani byli w siedzibie Judenratu przy ulicy Rzeźniczej 6, gdzie sprawdzano ich obecność w wykazie. Od oczekujących Żydów pobierano opłatę w wysokości 4 reichsmarek za rzekomą podróż na wschód, pozwolono im także zabrać ze sobą do 10 kilogramów bagażu. Według wspomnień świadków właściciel kolskiego tartaku, Goldberg, miał zabiegać u Niemców o powierzenie mu stanowiska kierownika obozu dla kolskich Żydów na wschodzie. Kolscy Żydzi wywożeni byli do obozu dwiema ciężarówkami. Ostatniego dnia akcji z getta wywieziono chorych. Podczas akcji wielu więźniów getta zostało także zastrzelonych na miejscu. Po wywózce kolskich Żydów do miasta przyjechała delegacja z getta w Dąbiu, która próbowała zebrać informacje na temat losów Żydów z kolskiego getta.
Pożydowskie mieszkania zostały następnie przekazane Niemcom ze Związku Radzieckiego i krajów bałtyckich.
Fritz Neumann został 18 listopada 1948 roku skazany na śmierć za udział w deportacjach Żydów. Wyrok wykonano 13 maja 1949 roku.